# Nigel Gresley

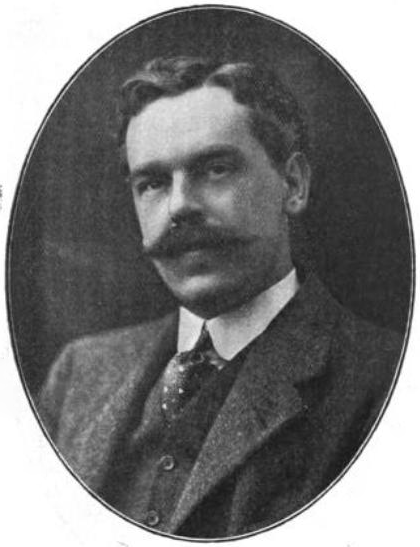
Herbert Nigel Gresley (1876–1941)

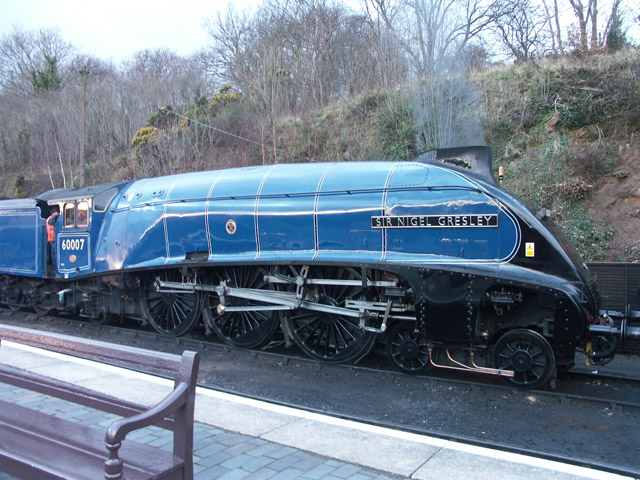
Die LNER A4 „Sir Nigel Gresley“

Sir Herbert Nigel Gresley (* 19. Juni 1876 in Edinburgh, Schottland; † 5. April 1941 in Watton-at-Stone, Hertfordshire) war ein englischer Eisenbahningenieur und einer der führenden britischen Dampflokomotivkonstrukteure.
Von 1911 bis 1922 war er Superintendent der Great Northern Railway und verantwortlich für die Ausführung, die Reparatur und die Wartung aller Lokomotiven. Unter seiner Verantwortung entstand eine Reihe der erfolgreichsten modernen Lokomotiven. Von 1923 bis 1941 war er leitender Ingenieur (Chief Mechanical Engineer, CME) der  London and North Eastern Railway (LNER). Für die LNER entwarf er einige der berühmtesten Dampflokomotiven in Großbritannien einschließlich der LNER-Klasse A4, die die Nummer 4468 Mallard mit einschließt. Die Mallard gilt als die Dampflokomotive, die die höchste durch  Messungen belegte Geschwindigkeit erreicht hat. Eine baugleiche Lokomotive, die Nummer 4498, erhielt zu Gresleys Ehren seinen Namen. Sie gehört heute der Museumsbahn North Yorkshire Moors Railway. Zu seinen weiteren Konstruktionen zählen unter anderen die LNER-Klasse A3, die LNER-Klasse V2, die LNER-Klasse P2, die LNER-Klasse D49 und die LNER-Klasse K4. 
Er war ein Anhänger der Drillings-Bauweise (d. h. Dreizylinderlokomotive mit einfacher Dampfdehnung), die meisten seiner Schöpfungen weisen dieses Konstruktionsprinzip auf. Dazu erfand er die sogenannte Gresley-Steuerung für den Innenzylinder. Bei dieser erfolgt die Steuerung der Schieber des Innenzylinders von den Schieberbewegungen der äußeren Zylinder her mechanisch abgeleitet. Eine aufwändige und schlecht zugängliche Innensteuerung wird damit vermieden. Die amerikanische ALCO besaß eine Lizenz für die Gresley-Steuerung und verwendete diese für alle ihre 3-zylindrigen Lokomotiven. Die größten und berühmtesten amerikanischen Maschinen mit dieser Steuerung waren die 2'F1' (nach amerikanischer Notation 4-12-2) Lokomotiven der Union Pacific Railroad Klasse 9000.
Sir Nigel Gresley war 1936 Präsident der Institution of Mechanical Engineers. Er starb mit 65 Jahren nach einer kurzen Krankheit. Sein Nachfolger als Chefingenieur der LNER wurde Edward Thompson.